# Catacumba dos Santos Marcos e Marceliano
Catacumba dos Santos Marcos e Marceliano é uma catacumba romana localizada entre a Via Ápia Antiga e a Via Ardeatina, no moderno quartiere Ardeatino de Roma. 

## História

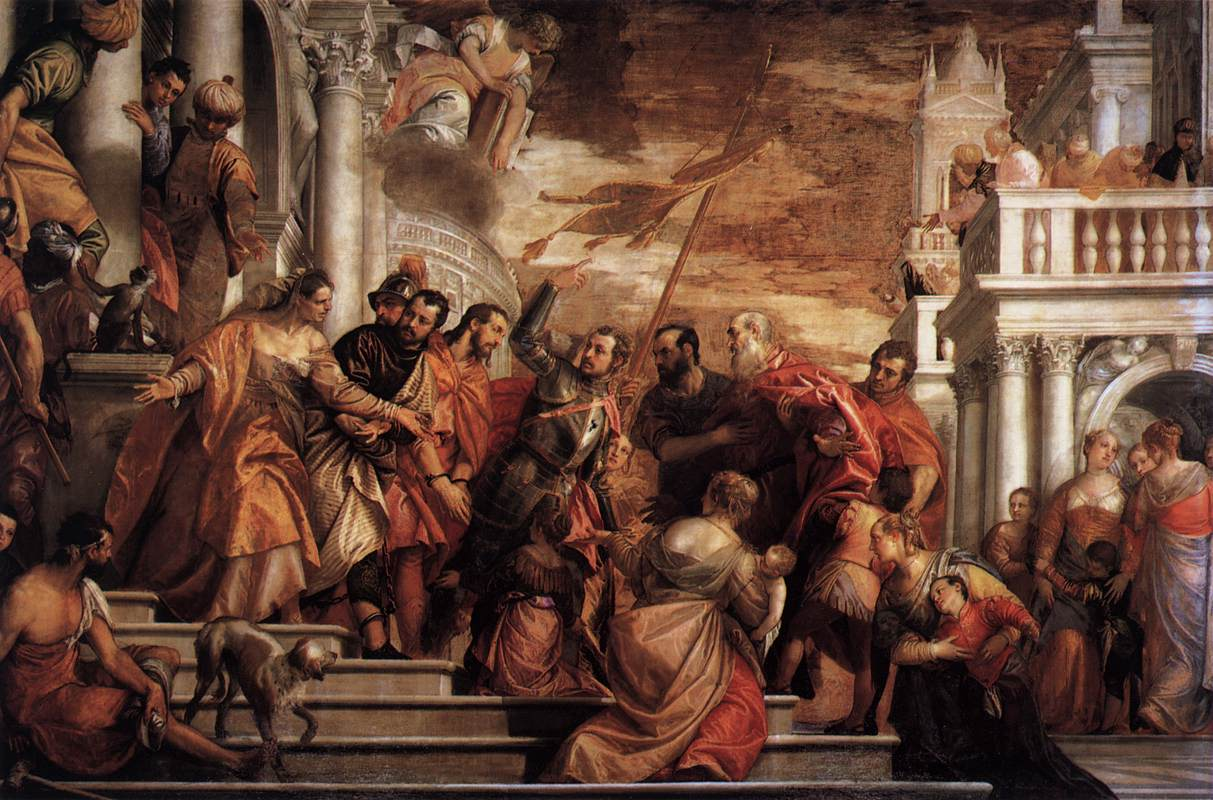
"Martírio dos santos Marcos e Marceliano", de Paolo Veronese (1565), na Igreja de São Sebastião de Veneza.

Esta catacumba é uma das várias que compõem o chamado "Complexo Calistiano", compreendido entre a Via Ápia Antiga, a Via Ápia Antiga e o Vicolo delle Sette Chiese, no qual se encontram ainda a Catacumba de São Calisto (incluindo as suas diversas áreas funerárias), a Catacumba de Santa Sotere e a Catacumba de Balbina.
Nas fontes antigas, esta catacumba era conhecida com o nome de "Cemitério di Basileo ad sanctum Marcum et Marcellianum". Esta dupla nomenclatura indica primeiro o nome do proprietário do terreno no qual ela foi escavada, um certo Basileu. Depois do Édito de Milão, em 313, a catacumba passou a ser chamada pelo nome dos mártires mais conhecidos sepultados no local, Marcos e Marceliano. Há vários outros casos documentados nos quais ambos os nomes — do proprietário e dos mártires — passaram para as fontes. 
O cemitério era geralmente chamado também de "dei Santi Marco e Marcelliano e di papa Damaso". Além dos dois santos martirizados juntamente com o papa Caio (296) e sepultados em uma basílica na superfície, o local abrigava também uma segunda basílica onde ficava a sepultura que o papa Dâmaso I havia escolhido para si, para sua mãe, Lorenza, e para sua irmã, Irene. Destas estruturas não restou nenhum vestígio. Além disto, as fontes antigas não mencionam nenhum outro mártir, motivo pelo qual a catacumba não abriga hoje nenhum local de culto subterrâneo (hipogeu).

## Descrição
A catacumba foi visitada pela primeira vez, depois de um longo período de esquecimento durante a Idade Média, por Antonio Bosio, que a cita em sua obra "Roma Sotterranea" (início do século XVI). Giovanni Battista de Rossi também passou por ela no século XIX, mas a confundiu com a Catacumba de Balbina. Estudos mais rigorosos foram conduzidos por Joseph Wilpert na primeira década do século XX e pelo monsenhor Patrick Saint-Roch, reitor do Pontificio Istituto di Archeologia Cristiana. 
Os estudos e escavações de Wilpert levaram à identificação da catacumba com a dos santos Marcos e Marceliano. Ele descobriu também, sob um pátio do Instituto San Tarcisio (atualmente sob o comando dos salesianos), na Via Ápia Antiga, algumas estruturas absidadas (que ele identificou como sendo de uma das basílica citadas nas fontes antigas), a chamada "Cripta das Quatro Colunas", e duas importantes inscrições grafitadas que fazem referência à mãe do papa Dâmaso I e aos dois mártires.
As escavações de Saint-Roch revelaram parte da topografia da catacumba e permitiram sua datação. Ele identificou a existência de uma série de regiões que abarcam um período que vai do final da era constantiniana até o fim do século IV.